# نیروی دریایی فیلیپین
نیروی دریایی فیلیپین (فیلیپینی: Hukbong Dagat ng Pilipinas) نیروی دریایی زیرمجموعه نیروهای مسلح فیلیپین است، که فعالیت خود را از سال ۱۸۹۸ آغاز کرد.